# فیلیپ هرگوویچ
فیلیپ هرگوویچ (انگلیسی: Filip Hrgović؛ زادهٔ ۴ ژوئن ۱۹۹۲) بوکسور اهل کرواسی است.